# Mauguio
Mauguio (okcitansko Mauguiò) je naselje in občina v južnem francoskem departmaju Hérault regije Languedoc-Roussillon. Leta 2009 je naselje imelo 16.195 prebivalcev.

## Geografija
Naselje leži v pokrajini Languedoc ob reki Salaison, 13 km vzhodno od Montpelliera. Od obale Sredozemskega morja ga ločuje slano jezero étang de l'Or.

## Uprava
Mauguio je sedež istoimenskega kantona, v katerega so poleg njegove vključene še občine Candillargues, La Grande-Motte, Lansargues, Mudaison in Saint-Aunès z 32.982 prebivalci.
Kanton Mauguio je sestavni del okrožja Montpellier.

## Pobratena mesta
- Boves (Piemont, Italija),
- Lorca (Murcia, Španija),
- Midoun (Djerba, Tunizija).